# Фрайтур, Николай
Никола́й Фили́пп Фра́йтур (англ. Nikolai Philippe Fraiture; род. 13 ноября 1978 года, Нью-Йорк) — американский музыкант, наиболее известный как басист американской рок-группы The Strokes. С момента основания группы в 1998 году он выпустил с ними шесть студийных альбомов. Среди других творческих проектов Фрайтура — сольный альбом, вышедший в 2009 году под именем Nickel Eye; с 2016 года он также является фронтменом группы Summer Moon.

## Ранние годы
Николай Фрайтур родился 13 ноября 1978 года в Нью-Йорке, в семье рабочего. Его мать русско-французского происхождения, отец — этнический француз. Из детей, кроме Николая, в семье росли его старший брат Пьер и младшая сестра Элизабет. Проживали они в районе Йорквилла, по соседству с Верхним Ист-Сайдом. В возрасте шести лет, во время учёбы в школе Фрэндз-скул (Friends School) и Французском лицее в Нью-Йорке (Lycée Français de New York), который он окончил в 1997-м, Фрайтур познакомился с будущим коллегой по группе Джулианом Касабланкасом. Через него он также завёл знакомство с будущими участниками The Strokes Ником Валенси и Фабрицио Моретти, когда они были подростками. Позже Николай учился вместе с Валенси в Хантерском колледже.
Свою первую бас-гитару Фрайтур получил в 16 лет, когда её подарил ему на выпускной его дедушка. Однако Николай вскоре передал подарок Касабланкасу и возобновил игру лишь два года спустя.

## Карьера

### The Strokes
В возрасте около 18 лет Фрайтур начал играть на бас-гитаре в одной группе вместе с другом детства Джулианом Касабланкасом, гитаристом Ником Валенси и барабанщиком Фабрицио Моретти. The Strokes были сформированы в 1998 году, когда к группе присоединился гитарист Альберт Хэммонд-младший. После года репетиций и выступлений на небольших площадках и нескольких отказов от звукозаписывающих компаний группа привлекла внимание Райана Джентлза, который тогда работал бухгалтером в нью-йоркском музыкальном клубе Mercury Lounge. Джентлз отправил их трёхдорожечное демо Джеффу Трэвису из Rough Trade Records, и их первый мини-альбом The Modern Age был выпущен под этим лейблом. После этого последовал тур по Англии для продвижения миньона, а Джентлз присоединился к ним в качестве их менеджера. В марте 2001 года группа подписала контракт с RCA Records. Их первый альбом, Is This It, был выпущен осенью 2001-го. После завершения в 2013 году контракта The Strokes с RCA на выпуск пяти альбомов группа продолжила выпускать новую музыку на Cult Records Касабланкаса.

### Nickel Eye
Во время перерыва после выхода альбома First Impressions of Earth Фрайтур начал свой сторонний проект под названием Nickel Eye. Для этого он прибег к помощи британской группы South, которую ему представил друг, в качестве своей группы поддержки. Под именем Nickel Eye Фрайтур записал несколько демо в студии South в Хакни, Лондон. Спустя несколько месяцев, в течение которых он сотрудничал с Ником Циннером из нью-йоркской группы Yeah Yeah Yeahs и Региной Спектор, был завершён его дебютный сольный альбом The Time of the Assassins. Музыкально альбом был вдохновлён некоторыми из любимых исполнителей Фрайтура, такими как Нил Янг, Блэк Фрэнсис, Леонард Коэн и The Kinks. The Time of the Assassins вышел 27 января 2009 года на Rykodisc.
Как Nickel Eye Фрайтур в 2020-м выпустил демоверсию 2014 года "Same Difference" в цифровом виде.

### Summer Moon
В 2016 году Фрайтур создал новую группу Summer Moon со Стивеном Перкинсом (ударные) из Jane’s Addiction, с Камилой Грей (клавишные и вокал) из Uh Huh Her, а также Ноем Хармоном (гитара) из The Airborne Toxic Event; сам Николай предстал там как вокалист и басист. Дебютный альбом группы With You Tonight был выпущен в 2017 году. По состоянию на 2020 год группа работает над мини-альбомом.

### Прочее сотрудничество
В 2007 году Николай Фрайтур написал музыку и снялся в фильме «Разновидность мечты» (A Kind of Dream) вместе со своей женой Илли Фрайтур. Это был 30-минутный черно-белый немой фильм, снятый Дэнни Велесом.
19 мая 2012 года в финале 37-го сезона передачи «Субботним вечером в прямом эфире» (Saturday Night Live) Фрайтур играл на бас-гитаре, выступая с Arcade Fire и Миком Джаггером, представшим в роли гостя и одновременно музыкального ведущего.
Также Николай совместно со своим братом, нью-йоркским художником Пьером Фрайтуром, представляет художественный проект Arts Elektra. Дуэт сочетает живое исполнение оригинальных рок-музыкальных композиций с живописью. Начиная с 2019 года, Arts Elektra запустила свой двенадцатиактный проект под названием C'est Le Moment Ou Jamais («Сейчас или никогда») в разных местах по всему миру. Их первое выступление состоялось в апреле 2019 года на Граунд-Зиро в Нью-Йорке, а второе выступление — в декабре того же года во время недели Art Basel на ярмарке искусств «Майами Ривер арт фэр» (Miami River Art Fair). Созданные работы продаются с аукциона в пользу различных благотворительных организаций.

## Личная жизнь
В 2004 году Фрайтур женился на художнице Илоне «Илли» Янкович. У пары двое детей: дочь Элизия и сын Феникс. Семья проживает в Нью-Йорке, несколько лет жила в районе Вест-Виллидж.

## Дискография

### Сольная дискография (как Nickel Eye)
- The Time of the Assassins (2009)

### Дискография в составе группы Summer Moon
- With You Tonight (2017)

### Дискография в составе группы The Strokes
- Is This It (2001)
- Room on Fire (2003)
- First Impressions of Earth (2006)
- Angles (2011)
- Comedown Machine (2013)
- The New Abnormal (2020)